# Hölle der Gefangenen
Hölle der Gefangenen (Originaltitel: Devil’s Canyon) ist ein US-amerikanischer Western von Regisseur Alfred L. Werker aus dem Jahre 1953. Das Drehbuch von Frederick Hazlitt Brennan basiert auf einer Adaption der Geschichte von Bennett Cohen und
Norton S. Parker durch Harry Essex. Seine Premiere feierte der Film  am 13. August 1953. In die deutschen Kinos kam der Streifen am 4. Juni 1954.

## Handlung
Der ehemalige Marshal Billy Reynolds lebt mittlerweile friedlich als Farmer. Dies ändert sich schlagartig, als die junge Abby Nixon in die Stadt kommt. Reynolds brachte vor einiger Zeit ihren Freund hinter Gitter, ließ sie aber entkommen, obwohl er die Möglichkeit hatte, sie zu erschießen. Aus Dank warnt Abby Reynolds nun vor der Rache durch Jessies Brüder Bud und Cole. Dank der Warnung gelingt es Reynolds, den Angriff der beiden Brüder abzuwehren und sie zu erschießen. Aufgrund der aktuellen Gesetzeslage wird Reynolds angeklagt und zu einer Haftstrafe im Staatsgefängnis von Arizona verurteilt. Die Möglichkeit der Berufung oder Begnadigung lehnt Reynolds aus Stolz ab.
Während der Haft gerät Reynolds mit Jessie aneinander, der Bandit versucht Reynolds im Gefängnis zu töten. Abby, wegen Raubes verurteilt, wird ebenfalls in das Gefängnis gebracht. Statt im Steinbruch, wie die Männer, wird die Frau auf der Krankenstation eingesetzt. Mithilfe korrupter Wärter planen Abby und Jessie den Ausbruch. Mit der Medikamentenlieferung schmuggeln sie Waffen in das Gefängnis. Als dem Direktor der Verdacht eines geplanten Ausbruchs zu Ohren kommt, beschuldigt Jessie Reynolds diesen zu planen. In der Folge bekommt der ehemalige Marshal Einzelhaft. Zwei Mitglieder aus Jessies Bande lassen sich zur Behandlung auf die Krankenstation einweisen, überrumpeln nachts den Wärter und lassen sich von Abby die Waffen geben. Als Wärter getarnt dringt die Gruppe ins Büro des Direktors ein und erschießt den brutalen Aufseher Wells. Als Jessie vor dem Direktor mit der Sprengung des Gefängnisses und dem Überfall der freigelassenen Sträflinge auf Yuma prahlt, erkennt Abby, dass ihr Freund unberechenbar ist. Sie befreit Reynolds aus der Einzelhaft. Diesem gelingt es, unbemerkt den Wachturm zu erklimmen und Jessie mit der dort montierten Gatling Gun zu erschießen und die befreiten Sträflinge in Schach zu halten.
Der dankbare Direktor stellt Reynolds eine Begnadigung in Aussicht.

## Rezeption
Der Filmdienst hebt die „...für die Herstellungszeit überraschend deutlichen Grausamkeiten“ hervor.
Cinema hält den Film für eine „kaum geglückte Kombination von Zuchthausdrama und Western“.

## Hintergrund
Der Film wurde in 3D produziert. In Österreich wurde der Alternativtitel Die Schreckensnacht von Yuma verwendet.

## Synchronisation
Eine zweite deutsche Synchronbearbeitung entstand 1993 nach den Dialogbüchern von Wolfgang Krüger und unter der Dialogregie von Horst Schappo bei der Hermes Synchron GmbH in Potsdam.
| Darsteller       | Synchronsprecher | Rolle          |
| ---------------- | ---------------- | -------------- |
| Virginia Mayo    | Sabine Jaeger    | Abby Nixon     |
| Dale Robertson   | Jan Spitzer      | Billy Reynolds |
| Jay C. Flippen   | Karl Schulz      | Wells          |
| Arthur Hunnicutt | Horst Kempe      | Frank Taggert  |
| Stephen McNally  | Gerald Paradies  | Jesse Gorman   |
| Robert Keith     | Klaus Jepsen     | Steve Morgan   |